# Kuiwen
Kuiwen léase Kuí-Uén (en chino:奎文区,pinyin:Kuíwén qū) es un distrito urbano bajo la administración directa de la ciudad-prefectura de Weifang. Se ubica al este de la provincia de Shandong, este de la República Popular China. Su área es de 71 km² y su población total para 2010 fue +400 mil habitantes. 

## Administración
El distrito de Kuiwen se divide en 9 pueblos que se administran en subdistritos.